# Barniz desértico

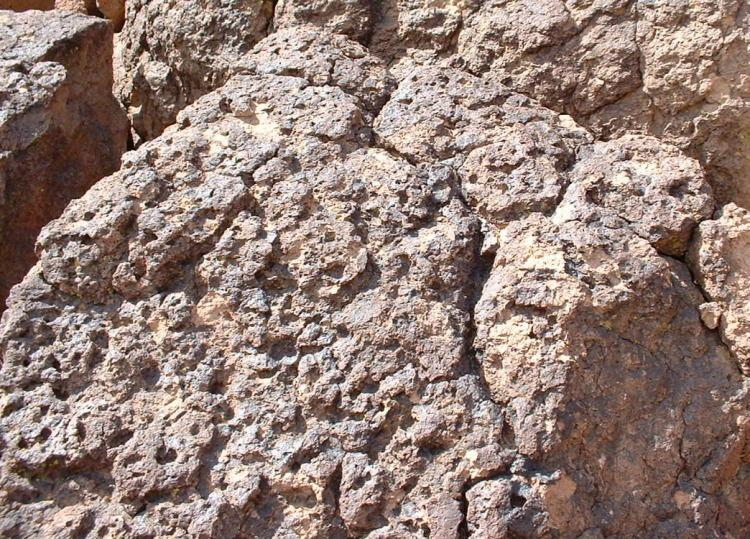
Barniz desértico

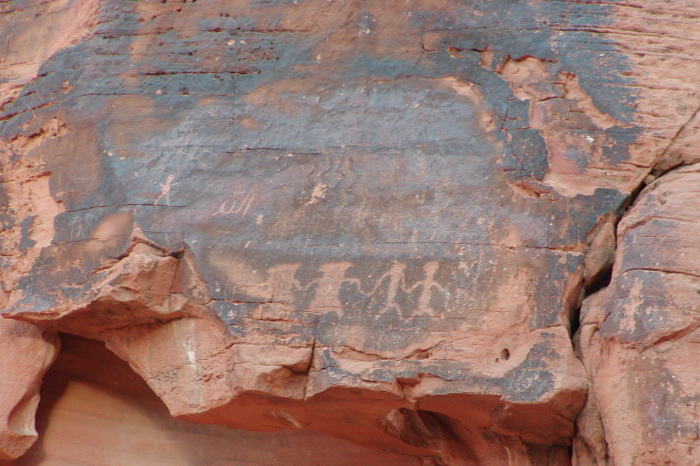
Petroglifos tallados en el barniz del desierto en el Valle de Fuego, cerca de Las Vegas, Nevada. La zona que se muestra es de aproximadamente 1 metro de ancho.

El barniz desértico o barniz rocoso es un recubrimiento oscuro que se encuentra en superficies rocosas expuestas en entornos áridos.

## Formación
El barniz desértico se forma sólo en superficies de roca físicamente estables que no estén sujetas a frecuentes precipitaciones, fracturación o abrasión del viento. El barniz está compuesto principalmente de partículas de arcilla junto con hierro y óxidos de manganeso. También hay una gran cantidad de oligoelementos y casi siempre alguna materia orgánica. El color del barniz varía de tonos de marrón a negro.

## Composición
Originalmente, los científicos pensaban que el barniz se habría formado a partir de sustancias sacadas de las rocas que recubre. Sin embargo, observaciones microscópicas y microquímicas mostraron que una parte importante del barniz es de arcilla, que sólo podía llegar por el viento. La arcilla, entonces, actúa como un sustrato para atrapar sustancias adicionales que reaccionan químicamente juntas cuando la roca alcanza altas temperaturas bajo el sol del desierto. La humectación por el rocío también es importante en el proceso.
Otra característica importante del barniz del desierto es que tiene una concentración inusualmente alta de manganeso. El manganeso es relativamente raro en la corteza de la Tierra, representando sólo el 0,12% de su peso. En el barniz del desierto, sin embargo, el manganeso es unas 50 a 60 veces más abundante. Este enriquecimiento significativo puede ser causado por procesos bioquímicos (muchas especies de bacterias usan el manganeso).
A pesar de que contiene altas concentraciones de hierro y manganeso, no existen importantes usos modernos de barniz del desierto. Sin embargo, algunos pueblos nativos de los Estados  Unidos crearon petroglifos raspando o socavando el oscuro barniz para exponer la roca más clara de debajo.
El barniz del desierto a menudo oculta la identidad de la roca subyacente y los diferentes tipos de rocas tienen diferentes capacidades para aceptar y retener elbarniz. Las calizas, por ejemplo, generalmente no tienen barniz porque son muy solubles en agua y por lo tanto no ofrecen una superficie estable para formar barniz. Barnices brillantes, densos y negros se forman sobre el basalto, cuarcitas finas y lutitas metamórficas debido a la resistencia relativamente alta a la intemperie de estas rocas .